# NGC 6512
NGC 6512 este o galaxie situată în constelația Dragonul. A fost descoperită în 27 octombrie 1861 de către Heinrich Louis d'Arrest. Se află la o distanță de 89,95 de megaparseci de Pământ.